# Фергус Длинноголовый
Фе́ргус Длинноголо́вый (др.‑ирл. Fergus Cennfota; V век) — король Кенел Конайлл (позднейшего Тирконнелла) с 464 года.

## Биография
Фергус был одним из семи сыновей правителя Кенел Конайлл Коналла Гулбана. Возможно, что он не был старшим сыном, так как в средневековых генеалогических трактатах его имя не упоминается первым в списке детей Коналла. Однако именно к Фергусу перешёл престол Кенел Конайлл после гибели его отца в 464 году. Позднейшие предания, рассказывавшие о миссионерской деятельности святого Патрика, связывали это с особым благочестием Фергуса, проявленным им в общении с этим «апостолом Ирландии».
Исторические источники очень скупо освещают правление Фергуса Длинноголового: в написанном в VII веке Тиреханом житии Патрика сообщается, что короли Фергус и Фотад из Уи Эхах Кобо передали в дар святому Ассику земли около селения Ракун в современном графстве Донегол, а в одной из средневековых поэм король Кенел Конайлл упоминается с эпитетом «жестоко действующий».
По свидетельствам «Лейнстерской книги» и трактата «Banshenchas» («О знаменитых женщинах»), женой Фергуса Длинноголового была Эрк, дочь короля Дал Риады Лоарна. Для Эрк это был уже третий брак: первым её супругом был правитель Дал Арайде Саран мак Коэлбад, вторым — король Айлеха Муйредах мак Эогайн. Детьми от брака Фергуса и Эрк были сыновья Сетна, Бренан, Федлимид и Ниннид. В агиографической литературе Фергус неоднократно упоминается как предок нескольких ирландских святых, в том числе, Колумбы, Байтене и Адамнана.
Дата смерти Фергуса Длинноголового неизвестна. Так же неизвестно и кто был его непосредственным преемником на престоле Кенел Конайлл. Ни в одном из дошедших до наших дней историческом источнике нет сведений о королевском статусе детей Фергуса. Следующим после Фергуса Длинноголового правителем Кенел Конайлл, о котором сохранились достоверные сведения, был его внук Айнмере мак Сетнай, живший в середине VI века.